# Vito Bardi
Vito Bardi (n. 18 septembrie 1951, Potenza, Basilicata, Italia) este un politician italian.